# Виробнича інженерія
Промислова інженерія (англ. industrial engineering, також виробнича інженерія) — дисципліна, яка займається проектуванням, поліпшенням і дослідженням інтегрованих систем, що складаються з людей, грошових коштів, знань, інформації, устаткування, енергії, матеріалів і процесів.
Управління виробництвом засновано на принципах і методах інженерного аналізу. Додатки математики, фізики та суспільних наук використовуються разом з методами інженерного аналізу і проектування з метою прогнозування, визначення та оцінки результатів діяльності систем. У випадку з бережливим виробництвом, виробничі інженери прагнуть мінімізувати витрати часу, грошей, матеріалів, енергії та інших ресурсів.
В той час, як представники інших інженерних дисциплін застосовують свої знання у відносно обмежених областях техніки, виробнича інженерія знаходить застосування практично у всіх галузях.
Прикладами застосування виробничої інженерії можуть служити зменшення довжини черг на атракціони в парку розваг, оптимізація графіку роботи операційної, глобальна доставка продукції та виробництво більш дешевих і якісних автомобілів. Виробничі інженери зазвичай використовують у своїй роботі комп'ютерну симуляцію (зокрема, симуляцію дискретних подій) для аналізу і оцінки систем.
Назва професії «виробничий інженер» може вводити в оману. Незважаючи на те, що спочатку представники даної спеціальності дійсно займалися виробництвом, ця дисципліна значно розширилася і в даний час включає в себе програми в багатьох галузях. Суміжними дисциплінами є дослідження операцій, менеджмент, фінансова інженерія, системна інженерія, інженерія цінності, інженерний менеджмент та контроль якості.